# Montana Jordan
Montana Jordan (* 8. März 2003 in Longview, Texas) ist ein US-amerikanischer Schauspieler.

## Leben
Jordan wurde in Longview, Texas geboren und ist in Ore City, Texas aufgewachsen. Im Oktober 2015 wurde er aus 10.000 Bewerbern für die Rolle des Jaden im Film Das Vermächtnis des Weißwedelhirschjägers ausgewählt. Von 2017 bis 2024 spielte er die Rolle des Georgie in der Spin-off Serie Young Sheldon. 2018 bekam er für die Fernsehserie eine Young-Artist-Award-Nominierung in der Kategorie „Best performance in a TV-series – Supporting Teen Actor“. Die Auszeichnung gewann allerdings Dylan Duff für Teens 101. Seit Oktober 2024 führt er diese Rolle in dem Spin-off Georgie & Mandy weiter.
Montana Jordan ist seit dem 21. Juni 2025 mit seiner langjährigen Freundin Jenna Weeks verheiratet, mit der er eine gemeinsame, im Mai 2024 geborene Tochter hat.

## Filmografie
- 2017–2024: Young Sheldon (Fernsehserie, 141 Folgen)
- 2018: The Big Bang Theory (Fernsehserie, Folge 12x10)
- 2018: Das Vermächtnis des Weißwedelhirschjägers (The Legacy of a Whitetail Deer Hunter)
- seit 2024: Georgie & Mandy (Georgie & Mandy’s First Marriage, Fernsehserie)

## Auszeichnungen und Nominierungen
| Jahr | Preis              | Kategorie                                               | Nominierung   | Ergebnis  |
| ---- | ------------------ | ------------------------------------------------------- | ------------- | --------- |
| 2018 | Young Artist Award | Best performance in a TV-series – Supporting Teen Actor | Young Sheldon | Nominiert |